# House of Love (East 17-dal)
A House Of Love című dal a brit East 17 fiúcsapat debütáló kislemeze, mely a Walthamstow című albumon szerepel. A dal 1992. augusztus 22-én jelent meg, és több európai slágerlistára is felkerült. Svédországban 6 hétig volt slágerlistás 1. helyezett, míg Izraelben és Finnországban is No.1. helyezett volt.
A dalt 1994-ben a szintén brit Shampoo nevű pop duó is feldolgozta, mely We Are Shampoo című albumukon szerepel.

## Előzmények
Tom Watkins a Pet Shop Boys egykori menedzsere a Take That fiúcsapat és a 90-es években futott Snap és The KLF csapatok sikereinek hatására úgy gondolta, hogy egy vidám dance slágert kreál, mely mind a klubok, és a tinédzserek kedvence lehet. Így jött létre a House Of Love című dal, melyet Brian Harvey írt, a rap betéteket pedig Mortimer énekli. A dal kutya ugatással indul, és ezzel is fejeződik be. A dalhoz készült videóklipet alacsony költségvetésből forgatták, majd 1993-ban újra forgatták a dal videóklipjét, mely immár magasabb költségvetéssel készült. Ezt nevezik a dal alternatív videóklipjének. A videót az amerikai piacra szánták. 2011 április 15-én a T-Mobile feltöltött egy videó paródiát a JK Wedding Entrance Dance-ről, melyben VIlmos herceg és Kate Moddleton esküvőjét mutatja be egy héttel a tényleges esküvő előtt, koreográfiával, és a csapat dalával.

## Megjelenések
CD Single  London Records – LONCD 325
1. House Of Love (Pedigree Mix) - 4:41 Mixed By – Power Syndicate, Producer [Additional Production] – Ian Curnow & Phil Harding
2. House Of Love (Son Of A Bitch Mix) - 9:05 Mixed By – Power Syndicate, Producer [Additional Production] – Ian Curnow & Phil Harding
3. House Of Love (Glossy Coat Mix) - 8:08 Mixed By – David Lewin, Stephen Singleton
4. House Of Love (Wet Nose Mix) - 6:10 Mixed By – Austin, Mixed By [Uncredited] – Dave Jay

12"  London Records 869 903-1
- A1	House Of Love (Son Of A Bitch Mix) - 9:02 Producer [Additional Production], Remix – Phil Harding & Ian Curnow
- A2	House Of Love (Wet Nose Mix) - 6:04 Remix – Austin Reynolds, Dave Jay
- B1	House Of Love (Murk's Main Mix) - 6:41 Producer [Additional Production], Remix [Credited To] – Oscar Gaetan, Ralph Falcon, Remix – MURK
- B2	House Of Love (Oscar G's Dope Dub) - 6:45 Producer [Additional Production], Remix – Oscar G*, Ralph Falcon

### Slágerlista
| Slágerlista (1992)                          | Legjobb helyezés |
| ------------------------------------------- | ---------------- |
| Ausztria (Ö3 Austria Top 75)                | 7                |
| Európa (Eurochart Hot 100)                  | 9                |
| Finnország (Suomen virallinen lista)        | 1                |
| Németország (Media Control AG)              | 6                |
| Írország (IRMA)                             | 16               |
| Izrael (Media Forest)                       | 1                |
| Svédország (Sverigetopplistan)              | 1                |
| Svájc (Schweizer Hitparade)                 | 15               |
| Egyesült Királyság (Official Chart Company) | 10               |
| Slágerlista (1993)                          | Legjobb helyezés |
| Ausztrália (ARIA)                           | 5                |
| Belgium (Ultratop Flanders)                 | 32               |
| Franciaország (SNEP)                        | 8                |
| Japán (Oricon)                              | 3                |
| Új-Zéland (Recorded Music NZ)               | 48               |
| Norvégia (VG-lista)                         | 8                |
| US (Billboard Hot Dance Club Play)          | 41               |
| Slágerlista (1994)                          | Legjobb helyezés |
| Hollandia (Single Top 100)                  | 21               |

### Minősítések
| Ország      | Minősítés | Eladások |
| ----------- | --------- | -------- |
| Ausztrália  | arany     | 35.000   |
| Németország | arany     | 250.000  |
| Svédország  | Arany     | 10.000   |